# Sariñena
Sariñena est une commune d’Espagne, dans la province de Huesca, communauté autonome d'Aragon comarque des Monegros, dont elle est le chef-lieu.

## Géographie
Entourée par Albalatillo et Capdesaso, Sariñena est située à 32 km au Sud-Ouest de Monzón la plus grande ville des environs.
Située à 288 mètre d'altitude, la ville de Sariñena a pour coordonnées géorgaphiques 41° 47' 32 Nord, 0° 9' 26 Ouest.

## Lieux et monuments
Cette petite ville est surtout connue par sa chartreuse de Monegros (monument historique depuis 2002), construite au XVIIIe siècle et fameuse pour ses fresques de Manuel Bayeu (1740-1809).